# Queen Forever
Queen Forever — сборник рок-группы Queen, выпущенный в 2014 году.

## Предисловие
После смерти Фредди Меркьюри в 1991, Queen использовали записи голоса Фредди Меркьюри для создания альбома Made in Heaven, выпущенного в 1995. Его выпуск считался последним релизом Queen с Фредди Меркьюри и эпилогом к творчеству Queen. На то было несколько причин:
1. Сам Made in Heaven не является полностью новым альбомом. В некоторых песнях, выпущенных ранее, были полностью переработаны инструментальные партии Брайана Мэя, Джона Дикона и Роджера Тейлора. Речь идёт о:
  - «My Life Has Been Saved» — входила в сингл к песне «Scandal»
  - «Made in Heaven» и «I Was Born to Love You» ранее выходили на сольной пластинке Меркьюри Mr. Bad Guy
  - «Heaven for Everyone» — песня группы Роджера Тейлора The Cross, которая вошла в альбом Shove It (1988)
  - Песню «Too Much Love Will Kill You» ранее исполнил Брайан Мэй, она входила в его сольный альбом Back to the Light.
2. На момент 2014 года, запись сингла «No-One but You (Only the Good Die Young)» в августе 1997 является последней для бас-гитариста Джона Дикона, который после смерти Фредди Меркьюри принял решение уйти из шоу-бизнеса. После выхода этого сингла Queen Джон окончательно отстранился от дел группы.
3. Брайан Мэй и Роджер Тейлор в 90-х продолжили студийную и концертную деятельность как сольные исполнители. Также в 2000-х Брайан и Роджер продолжили концертную деятельность как Queen + приглашённый вокалист.

Однако в 2000 году в официальную продажу поступил сборник соло-материала Фредди Меркьюри The Solo Collection, включавший в себя помимо двух альбомов, всех синглов и раритетов фронтмена, около 15 неизданных демозаписей, записанных вокалистом. Постепенно в интернете появилось около 20 демотреков и ауттейков Queen, в том числе запись Queen и Дэвида Боуи «Cool Cat» и отрывок из записи Queen и Рода Стюарта «Another Little Piece of My Heart». Также в интернете появились записи Фредди Меркьюри с Майклом Джексоном. Это «State of Shock» и «There Must Be More to Life Than This».
Известно о существовании большого количества неизвестных треков и ауттейков группы.

## Об альбоме
Появление большего количества демотреков Queen и Фредди Меркьюри в интернете породило множество слухов о возможном выпуске нового альбома. В 2011 году гитарист Queen Брайан Мэй намекнул, что он и ударник Роджер Тейлор «роются по кладовым» в надежде отыскать какие-либо невыпущенные записи Фредди Меркьюри. Через пару недель Роджер Тейлор уточнил, что Queen собираются выпустить совместную запись бывшего вокалиста Queen и Майкла Джексона. Также заявлялось, что работать над записью будет Уильям Орбит. Однако дальше этих заявлений дело не пошло.
В сентябре 2013 Queen всерьёз рассматривали возможность выпуска нового альбома с вокалом Фредди Меркьюри.

«Мы думали, мы израсходовали всё, что смогли найти над чем можно было работать; однако с тех пор из разных источников удалось получить многое из того, про что мы просто забыли, включая запись Фредди с Майклом Джексоном», — Брайан Мэй в интервью iHeart Radio.
В декабре 2013 года музыканты объявили, что обнаружили и перевели в цифровой формат большое количество неоконченных демозаписей Меркьюри, тем самым подтвердив работу над альбомом.
В конце мая 2014, в интервью BBC Radio Wales, Брайан Мэй официально сообщил, что музыканты группы Queen планируют выпустить новый диск на основе неиспользованных студийных записей Фредди Меркьюри. Также он сообщил, что пластинка должна выйти в конце 2014 года. Рабочее название нового альбома — Queen Forever. 29 июля Уильям Орбит через Twitter подтвердил своё участие в работе над альбомом.

## Материал
В январе 2014, Брайан Мэй подробно рассказал об одном из наиболее вероятных треков будущего альбома:

«На записи, с которой мы стряхнули пыль веков сегодня, есть все четверо: Фредди, Джон, Роджер и я. Мы вместе играем на треке, о котором все позабыли и который не был закончен. Здорово снова примерить на себя шляпу Queen на некоторое время», — рассказал Мэй.
В конце мая 2014, в интервью BBC Radio Wales, Брайан Мэй описал Queen Forever:

«Мы нашли несколько архивных треков, на которых поёт Фредди, и они довольно симпатичные. Это будет сборник с новым материалом, который никто в мире ещё не слышал. Надеюсь, людям он очень понравится. Большинство из этих треков родом из 80-х, когда мы были на пике своей формы. Они звучат эмоционально и эпически — не в последнюю очередь благодаря тщательной работе по их реставрации» — Брайан Мэй.
Наибольшая вероятность появиться в альбоме у совместных записей Фредди Меркьюри с Майклом Джексоном (State of Shock, There Must Be More to Life Than This, Victory), так как об этом говорил Брайан Мэй в интервью iHeart Radio. В альбом также могут попасть записи Queen 70-х годов, а также треки, записанные во время сессий к Made in Heaven. К слову, Мэй заявлял, что Queen Forever будет похож на Made in Heaven. Альбом будет содержать треки, собранные при помощи современных технологий. Также Мэй говорил, что в альбом попадут старые треки. Будут ли это треки с переработанными инструментальными партиями или не изменённый материал, объявлено не было. Во время турне Queen + Adam Lambert был исполнен Love Kills — соло-трек Фредди Меркьюри. Возможно, трек был и студийно переработан и может попасть в альбом.
19 сентября на BBC Radio-2 Брайан Мэй и Роджер Тейлор официально объявили о выходе сборника 10 ноября 2014. А на официальном сайте группы был выложен полный трек-лист.

## Отзывы критиков
Сборник получил смешанные отзывы критиков; в частности, рецензент Allmusic счёл, что его купят лишь наиболее преданные фанаты, ибо, кроме трёх новых песен, этот материал звучал на множестве предыдущих сборников.

## Список композиций
Single CD:
1. Let Me in Your Heart Again
2. Love Kills — the Ballad
3. There Must Be More to Life Than This (с Майклом Джексоном) (William Orbit mix)
4. It’s a Hard Life
5. You’re My Best Friend
6. Love of My Life
7. Drowse
8. Long Away
9. Lily of the Valley
10. Don’t Try So Hard
11. Bijou
12. These Are the Days of Our Lives
13. Las Palabras De Amor
14. Who Wants to Live Forever
15. A Winter’s Tale
16. Play the Game
17. Save Me
18. Somebody to Love
19. Too Much Love Will Kill You
20. Crazy Little Thing Called Love

2-CD SET:
 CD-1:
1. Let Me in Your Heart Again
2. Love Kills — the Ballad
3. There Must Be More to Life Than This (с Майклом Джексоном) (William Orbit mix)
4. Play the Game
5. Dear Friends
6. You’re My Best Friend
7. Love of My Life
8. Drowse
9. You Take My Breath Away
10. Spread Your Wings
11. Long Away
12. Lily of the Valley
13. Don’t Try So Hard
14. Bijou
15. These Are the Days of Our Lives
16. Nevermore
17. Las Palabras De Amor
18. Who Wants to Live Forever

CD-2:
1. I Was Born to Love You
2. Somebody to Love
3. Crazy Little Thing Called Love
4. Friends Will Be Friends
5. Jealousy
6. One Year of Love
7. A Winters Tale
8. ‘39
9. Mother Love
10. It’s a Hard Life
11. Save Me
12. Made in Heaven
13. Too Much Love Will Kill You
14. Sail Away Sweet Sister
15. The Miracle
16. Is This the World We Created
17. In The Lap of the Gods…Revisited
18. Forever

## В записи участвовали
- Фредди Меркьюри — вокал, пианино, клавишные
- Брайан Мэй — гитара
- Джон Дикон — бас-гитара
- Роджер Тейлор — ударные

А также
- Майкл Джексон — вокал на «There Must Be More to Life Than This (William Orbit mix)»